# Pamesa Cerámica
Pamesa Cerámica S.L. — іспанська компанія, виробник керамічної плитки. Заснована у 1972 році. Головний офіс розташовується в Алмасора, Кастельйон. Один з найбільших виробників керамічної плитки і керамічного граніту в Іспанії.

## Історія
Компанія Pamesa була заснована в 1972 році в Іспанії і почала свою діяльність з виробництва облицювальної плитки для підлоги. Це перше виробництво було засноване на використанні печі для випалення з димоходом. Згодом фабрика почала розширюватися, звернувши увагу на виготовлення настінної плитки з одноразовим випалюванням.
Ще через кілька років, в 1987 році, Pamesa стала першим виробництвом в Іспанії, що представила порцелянову плитку. Це вимагало розширення складської території, що і стало наступним кроком в розвитку фабрики. У зв'язку з цим в 1997 році фабрика відкрила свій філіал в Бразилії — Pamesa Do Brasil загальною площею 100 000 м², тим самим значно розширивши виробництво до 36 000 м² плитки на день.
Також у 1997 році фабрика почала співпрацювати з відомою іспанською дизайнеркою Агатою Руїс де ла Прада. Ця ініціатива призвела до створення колекцій керамічної плитки, які виділяються своїм інноваційним авангардистських дизайном. Того ж року фабрика отримала «Преміо Нова» від уряду Валенсії за успіхи в розвитку бізнесу.
У 1999 році отримала «Нагороду досконалості» за найкращу порцелянову плитку. У 2000 і 2002 роках здобула нагороду за експорт від торговельної палати Кастельйона. У 2001 році нагороджена «Альфа де Оро» за серію плитки Palermo на міжнародній виставці кераміки Cevisama.

## Діяльність
Входить до складу концерну Pamesa Group. Компанія володіє приміщеннями загальною площею 700 000 м² і виробляє близько 61 000 000 м² плитки на рік. Річний обіг складає 415 млн євро. Штат компанії налічує понад 1 150 співробітників.

## Спонсорство
Компанія Pamesa Cerámica з 2013 року є головним спонсором іспанського футбольного клубу «Вільяреал» (угода укладена на 5 років). Також Pamesa виступає спонсором баскетбольного клубу «Валенсія» і тріатлоніста та олімпійського медаліста Франціско Хав'єра Гомес Ноя.